# Río Chico (Orénoque)
Pour les articles homonymes, voir Río Chico.
Le río Chico est un cours d'eau de l'Amazonie vénézuélienne. Situé dans l'État d'Amazonas, il est un sous affluent de l'Orénoque et se jette en rive gauche du río Marieta dont il est l'un des principaux affluents. Il prend sa source dans le massif de Cuao-Sipapo.